# Robert Goodwill
Robert Goodwill (né le 31 décembre 1956) est un homme politique et agriculteur du Parti conservateur britannique qui est député de Scarborough et Whitby de 2005 à 2024. Il est auparavant membre du Parlement européen (MPE) pour le Yorkshire et le Humber. Goodwill sert dans le gouvernement de Theresa May en tant que ministre d'État au ministère de l'Intérieur, au ministère de l'Éducation et au ministère de l'Environnement, de l'Alimentation et des Affaires rurales.
Goodwill est membre du groupe Cornerstone de députés conservateurs. Il se décrit comme un « eurosceptique convaincu » mais soutient le maintien du maintien dans l'UE lors du référendum.

## Jeunesse
Goodwill est né à Terrington, North Riding of Yorkshire, et fait ses études à la Quaker Bootham School à York et à l'Université de Newcastle upon Tyne où il obtient un baccalauréat ès sciences en agriculture en 1979.
Il est directeur général de Mowthorpe (UK) Ltd. depuis 1995, qui propose des enterrements respectueux de l'environnement dans la campagne du North Yorkshire.

## Carrière politique
Goodwill est membre du Parti conservateur et se présente dans sa première circonscription, Redcar, aux élections générales de 1992, où il termine deuxième, 11 577 voix derrière la députée travailliste en exercice, Mo Mowlam. Il se présente sans succès à Cleveland et Richmond aux élections européennes de 1994. Il tente de nouveau d'entrer à la Chambre des communes lors des élections générales de 1997 lorsqu'il est sélectionné pour le siège conservateur du North West Leicestershire après la désélection du député en exercice David Ashby. Goodwill est battu par David Taylor du Labour par 13 219 voix. En 1998, il se présente aux élections partielles du Parlement européen du sud du Yorkshire, mais est battu.
Il est élu député européen lors des élections au Parlement européen de 1999 pour la région du Yorkshire et de la Humber, siégeant à Bruxelles et à Strasbourg jusqu'aux élections au Parlement européen de 2004. Il est chef adjoint des députés conservateurs au cours de son mandat et s'oppose à l'adhésion du Parti conservateur au Parti populaire européen au Parlement européen.
En septembre 2001, il participe à la mission d'observation du Parlement européen sur l'élection présidentielle en Biélorussie. Durant la campagne électorale du Parlement européen de 2004, The Guardian classe Goodwill comme « pro-guerre » en raison de son soutien à une motion au Parlement européen qui affirmait que la guerre en Irak était inévitable et le résultat des actions de Saddam Hussein.
Aux élections générales de 2005, Goodwill se présente dans la circonscription de Scarborough et Whitby, remportant le siège du travailliste sortant Lawrie Quinn par 1 245 voix. Il prononce son premier discours le 6 juin 2005.
En août 2005, Goodwill co-écrit une lettre au Spectator avec cinq autres députés conservateurs nouvellement élus, critiquant la nature « décadente » de la société britannique. Lors de l'élection à la direction Parti conservateur de 2005, Goodwill soutient la candidature de Liam Fox.
Après avoir passé 18 mois au Comité spécial des transports, il est nommé whip de l'opposition par David Cameron en 2006 et promu au poste de ministre fantôme des Routes dans l'équipe des Transports en 2007. Il est réélu avec une majorité accrue de 8 130 voix aux élections générales de 2010 et nommé au gouvernement en tant que whip chargé du Trésor et des affaires du DEFRA.
Lors du remaniement ministériel d'octobre 2013, il devient sous-secrétaire d'État parlementaire aux Transports, en remplacement de Norman Baker. Goodwill se voit confier la responsabilité de la politique aérienne. Il s'était auparavant imposé comme un fervent opposant à une troisième piste d'atterrissage à Heathrow, invitant les membres de Greenpeace à planter un arbre dans sa circonscription en signe de « solidarité » avec les opposants à l'expansion d'Heathrow. Goodwill est reconduit à son poste de sous-secrétaire d'État parlementaire aux Transports à la suite des élections générales de 2015 et de l'élection d'un gouvernement majoritaire conservateur. Il est ministre chargé du cyclisme, de l'aviation, de la sécurité routière, de la marche et High Speed 2. Il est promu ministre d'État au ministère des Transports en décembre 2015.
Lors du référendum sur l'adhésion à l'Union européenne de 2016, au cours duquel le Royaume-Uni vote en faveur de départ de l'UE à 52 % contre 48 %, Goodwill soutient un vote « Rester » bien qu'il ait déclaré sur son propre site Internet qu'il était un « fervent eurosceptique ».
Lors de l'élection à la direction du Parti conservateur après la démission de David Cameron de son poste de Premier ministre, Goodwill soutient la candidature de Liam Fox, mais Fox est éliminé au premier tour de scrutin. La gagnante finale, Theresa May, transfère Goodwill au ministère de l'Intérieur, où il prend le poste de ministre d'État à l'Immigration. Lors du remaniement ministériel qui suit les élections générales de 2017, Goodwill est nommé ministre de l'Éducation (Goodwill est remplacé par le ministre de la police Brandon Lewis).
Goodwill est démis de ses fonctions de ministre de l'Enfance le 9 janvier 2018. En mars 2019, il devient ministre d'État à l'Agriculture, à la Pêche et à l'Alimentation, en remplacement de George Eustice qui a démissionné à la suite du Brexit.
Lors de l'élection à la direction du Parti conservateur de 2019, Goodwill soutient la candidature de Jeremy Hunt. Le 25 juillet 2019, il est démis de ses fonctions de ministre d'État chargé de l'Agriculture, de la Pêche et de l'Alimentation par le Premier ministre nouvellement élu Boris Johnson et remplacé par George Eustice.
Aux élections générales de 2019, Goodwill est réélu avec une majorité de 10 270 voix.
En 2021, il envisage de défier Graham Brady à la présidence du Comité 1922 mais se retire finalement de la course, soutenant la seule candidate adverse Heather Wheeler,
En mai 2022, Goodwill est élu président du comité spécial de l'environnement, de l'alimentation et des affaires rurales. Il est membre des Conservative Friends of the Countryside, un groupe de droite qui milite en faveur de l'utilisation de pesticides néonicotinoïdes (qui ont été interdits dans l'UE car ils sont mortels pour les abeilles), s'oppose à la réintroduction des castors sauvages dans le pays.
Il annonce en avril 2023 qu'il prendrait sa retraite lors des élections générales de 2024.